# Лебедев, Геннадий Степанович
Генна́дий Степа́нович Ле́бедев (18 января 1912, д. Фирсово, Чкаловский район, Нижегородская область — 16 ноября 1977, п. Ковернино, Нижегородская область) — Герой Советского Союза, командир пулемётного расчёта 234-го стрелкового полка 179-й стрелковой дивизии 43-й армии 1-го Прибалтийского фронта. Старший сержант (на момент совершения подвига — младший сержант).

## Биография
Родился 18 января 1912 года в деревне Фирстово ныне  Ковернинский район а Нижегородской области в семье крестьянина. Русский. Образование начальное. С четырнадцати лет батрачил, затем работал землекопом в городах Иваново, Балахна, Городец.
В мае 1942 года призван в Красную Армию. С октября того же года на фронте. Отличился в летних боях 1944 года за освобождение Белоруссии.
При прорыве обороны противника 23 июня 1944 года, поддерживая наступающую пехоту, Геннадий Лебедев вывел из строя два вражеских пулемёта. Он первым со своим расчётом ворвался на станцию Шумилино Витебской области. Нанёс противнику серьёзный урон.
В ночь на 25 июня расчёт Лебедева на плоту под огнём противника переправился через Западную Двину у деревни Вяжище (Будилово, Бешенковичский район Витебской области). Пулемётчики благополучно достигли берега, быстро заняли выгодную огневую позицию и огнём пулемёта обеспечивал форсирование реки подразделением. Они отбили несколько контратак, гитлеровцы оставили на поле боя более 30 убитых.
25 июня в бою за деревню Замошье младший сержант Лебедев, презирая опасность, проник в дом, из которого немцы вели губительный огонь по наступавшим советским воинам, и гранатами уничтожил 23 гитлеровца.
26 июня, пытаясь вырваться из окружения, вражеская часть численностью до 1000 человек при поддержке танков атаковала батальон Лебедева, который занимал оборону у шоссе Витебск — Бешенковичи. От батальона осталось всего лишь 60 человек. Выбыл из строя командир и все офицеры. Командование принял на себя младший сержант Лебедев. Подпустив врага на близкое расстояние, он приказал открыть огонь из всех видов оружия. Оставив на поле боя более 300 трупов и два горящих танка, противник отступил. Лично уничтожил 25 гитлеровцев.
Указом Президиума Верховного Совета СССР от 22 июля 1944 года за образцовое выполнение заданий командования и проявленные мужество и героизм в боях с немецко-фашистскими захватчиками младшему сержанту Геннадию Степановичу Лебедеву присвоено звание Героя Советского Союза с вручением ордена Ленина и медали «Золотая Звезда» (№ 4137).
Освобождал Прибалтику, Польшу. День Победы встретил в госпитале, попав туда после тяжёлой контузии.
В 1947 году старший сержант Лебедев был демобилизован. Жил и работал в посёлке Ковернино ныне Нижегородской области. Умер 16 ноября 1977 года.
Награждён орденом Ленина, медалями.
Имя Героя носит улица в посёлке Ковернино.